# 아스라이
"아스라이"는 2008년에 개봉한 대한민국의 영화이다.

## 캐스팅
- 김상석 : 상호 역
- 심재원 : 지훈 역
- 최태규 : 태진 역
- 강미애 : 수연 역
- 서보익 : 형직 역
- 김신록 : 다은 역
- 남태우 : 태욱 역
- 차순배 : 영훈 역
- 양지호 : 아버지 역
- 최정락 : 프로덕션 실장 역
- 임준 : 촬영감독 역
- 이소현 : 배우 / 상호 친구 역
- 정지원 : 동아리 남학생 역
- 이승태 : 신방과 교수 1 역
- 이윤상 : 신방과 교수 2 역
- 추병헌 : 상영회 프로그래머 역
- 최승일 : 시청 담당자 역
- 성덕경 : 남자배우 역
- 이미라 : 다방 아가씨 역
- 정우현 : 여교사 역
- 이진겸 : 방송국 DJ 역
- 송희문 : 학교 선생님 역
- 문일환 : DVD방 주인 역
- 이규빈 : 협회 여직원 역
- 안철호 : 영화제 초청 감독 1 역
- 최홍석 : 영화제 초청 감독 2 역
- 김삼력 : 영화제 초청 감독 3 역
- 이형섭:  영화제 초청 배우 역
- 신명훈 : 형주 역
- 안현근 : 시청 남자직원 역
- 이용주 : 시청 여자직원 역
- 박윤숙 : 야간 촬영장 배우 역
- 신영대 : 시사회 관객 역
- 정용민 : 시사회 관객 역
- 정선경 : 시사회 관객 역
- 최순진 : 상호 여자친구 촬영장 배우 역
- 박초희 : 엔딩씬 촬영장 여자배우 역
- 고경덕 : 엔딩씬 촬영장 스탭 역
- 김나영 : 엔딩씬 분장 스탭 역
- 박종석 : 방송반 엔지니어 역
- 박민우 : 방송반 프로듀서 역
- 안지호 : 교수 연구실 아이 역
- 하지은 : 교수 연구실 대학원생 역
- 이혜민 : 라디오 스튜디오 작가 역
- 김민용 : 라디오 스튜디오 PD 역
- 이상직 : 영화 속 영화 출연 배우 역
- 최윤지 : 영화 속 영화 출연 배우 역
- 배중식 : 술집 손님 역
- 이연호 : 술집 손님 역
- 이용현 : 술집 손님 역
- 김소영 : 술집 손님 역